# Don Welsh
Donald Welsh, indicato comunemente come Don Welsh (Manchester, 25 febbraio 1911 – Stevenage, 2 febbraio 1990) è stato un calciatore e allenatore di calcio britannico, di ruolo centrocampista.

## Carriera

### Giocatore

#### Club
Ha giocato fino al 1935 nelle serie minori inglesi con il Torquay Utd per poi passare al Charlton, con cui ha trascorso tutto il resto della sua carriera, ritirandosi nel 1947. Con i londinesi ha giocato in totale 199 partite di campionato (giocando sempre in prima divisione tranne che nella stagione 1935-1936, la sua prima nel club, nella quale vinse il campionato di Second Division), nelle quali ha anche messo a segno 44 reti, e, nella stagione 1946-1947 (la sua ultima da calciatore) ha anche vinto la FA Cup, unica nella storia del club, dopo che già aveva perso l'edizione 1945-1946 del trofeo nella finale contro il Derby County.

#### Nazionale
Welsh ha esordito con la nazionale inglese il 14 maggio 1938 in una partita amichevole contro la Germania; ha poi giocato ulteriori 2 incontri con la maglia della nazionale, entrambi in partite amichevoli, l'ultima delle quali il 24 maggio 1939 contro la Romania, partita nella quale ha anche segnato il suo unico gol in nazionale.

### Allenatore
Dal novembre del 1947 al gennaio del 1951 ha allenato il Brighton nella terza divisione inglese; successivamente, in seguito alle dimissioni per motivi di salute di George Kay, è subentrato a quest'ultimo sulla panchina del Liverpool, in massima serie, concludendo il campionato con un nono posto in classifica. Viene riconfermato anche per le stagioni successive, nelle quali ottiene rispettivamente un undicesimo ed un diciassettesimo posto in classifica, mentre il ventiduesimo (ed ultimo) posto in classifica del campionato 1953-1954 costa ai Reds la retrocessione in seconda divisione, categoria nella quale comunque Welsh viene riconfermato nonostante la retrocessione, ottenendo in due anni un undicesimo ed un terzo posto in classifica in questa categoria.
Dopo l'esonero dal Liverppol rimane per due anni senza squadra, salvo poi allenare dal 1958 al 1961 il Bournemouth, e dal 1962 al 1964 i dilettanti del Wycombe.

## Palmarès

### Giocatore

#### Competizioni nazionali
- Coppa d'Inghilterra: 1

Charlton: 1946-1947
- Second Division: 1

Charlton: 1935-1936
- Football League War Cup: 1

Charlton: 1943-1944